# Caius Cassius Longinus (Kr. e. 44)

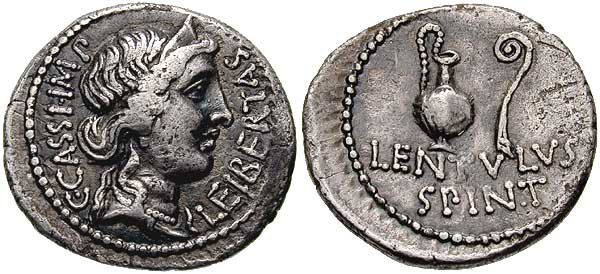
Denarius (Kr. e. 42), amit Cassius Longinus és Lentulus Spinther bocsátott ki, ami a Szabadság koronás fejét és a hátoldalán áldozati korsót és a lituus-t ábrázolja. A katonai pénzverde Smyrna-ban.

Caius Cassius Longinus (Kr. e. 87 k. – Kr. e. 42. október eleje, Philippi) római republikánus politikus, hadvezér, a Julius Caesar elleni összeesküvés egyik főszervezője.

## Élete
Kr. e. 53-ban quaestor lett Marcus Licinius Crassus alatt Syria provinciában, és a carrhae-i vereség után megmentette a római sereg maradékait. Kr. e. 52 – 51 között sikeresen védte a birodalom határait a Pártus Birodalom elleni háborúban. Kr. e. 49-ben tribunus lett, és a tartományban elkövetett zsarolási ügyben a senatus elé idézték, de a tárgyalásra nem került sor Caesar és Pompeius polgárháborúja miatt, melyben Cassius az utóbbi flottájának egyik parancsnoka volt. A pharszaloszi vereség után Caesar – sógora, Marcus Junius Brutus közbenjárására – megbocsátott neki, és legatusává tette, majd Kr. e. 44-ben javasolta praetori tisztségre.
Ennek ellenére Cassius lett a dictator elleni összeesküvés egyik főszervezője. A gyilkosságban személyesen is részt vett, majd a népharag elől elmenekült, elvileg Ciliciát kormányozni. Valójában azonban Syriába ment, ahol leszámolt Publius Cornelius Dolabella caesariánus helytartóval, majd jelentős sereget és tartalékokat gyűjtve csatlakozott Brutushoz Makedóniában. A második triumvirátus Marcus Antonius és Octavianus vezette hadaival Philippinél csaptak össze.
Cassius seregteste Antonius legióival mérte össze az erejét. Az október első napjaiban történt összecsapásban Cassius katasztrofális vereséget szenvedett, és azt hitte, Brutus is így járt (noha társa valójában meghátrálásra kényszerítette Octavianus erőit). A káoszban Cassius egy hű rabszolgájával megölette magát. Brutus, értesülve halálhíréről, az „utolsó rómainak” nevezte. A görög Thapszoszon temették el.